# Lohéac (gemeente)
Lohéac is een dorp en gemeente in Frankrijk, in Bretagne.

## Geografie
De oppervlakte van Lohéac bedraagt 5,1 km².

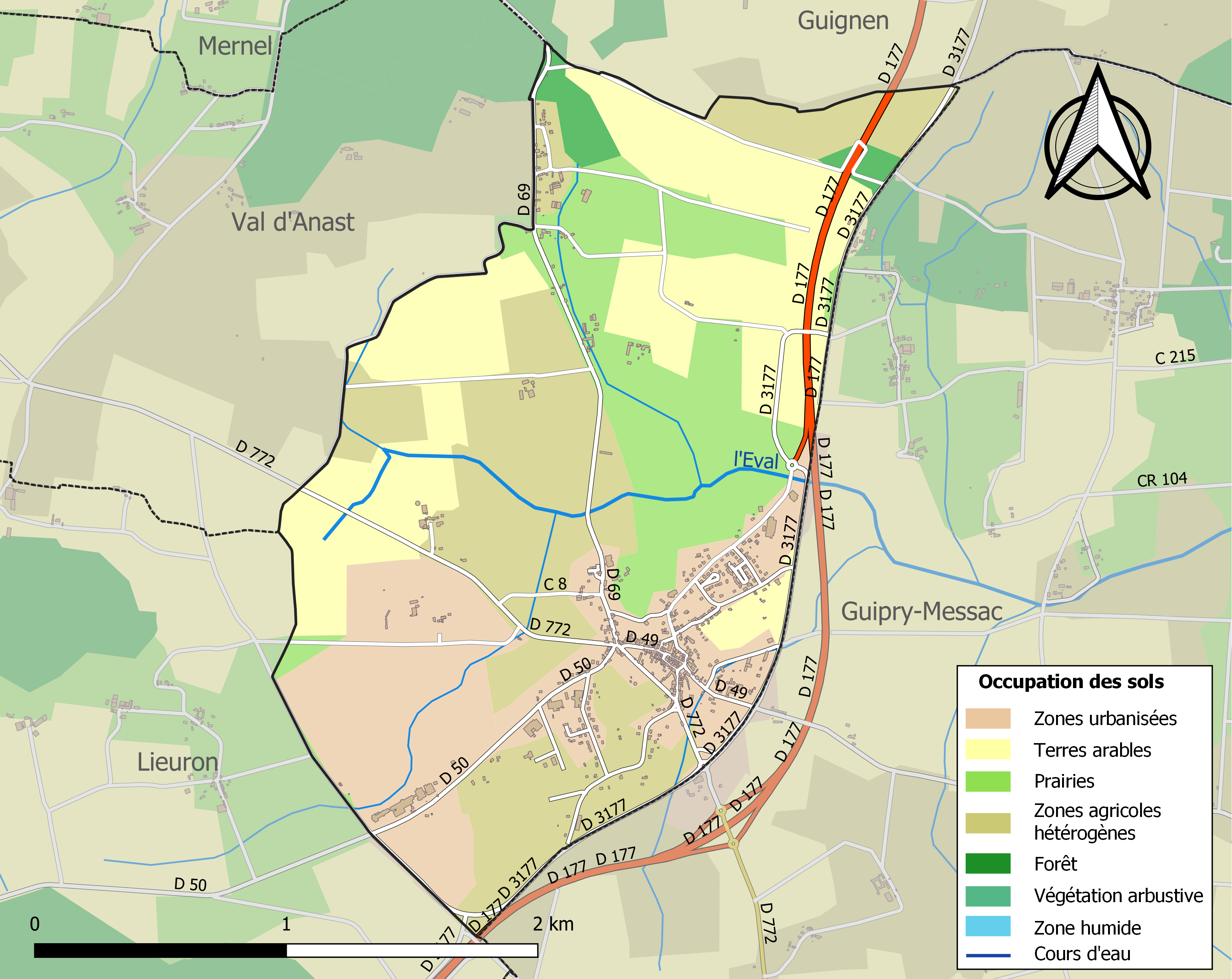
Kaart van de gemeente met de belangrijkste infrastructuur, bodemgebruik en omliggende gemeenten

## Demografie
Onderstaande figuur toont het verloop van het inwonertal, bron: INSEE-tellingen. 

1. ↑  Populations de référence 2022.